# 北区のうた
「北区のうた」（きたくのうた）は、東京都北区が制定した区歌である。作詞・井関謙、作曲・團伊玖磨。

## 解説
北区では1952年（昭和27年）頃に北区新聞社が選定した「北区音頭」がキングレコードから、1987年（昭和62年）にはご当地ソングとして「ふるさと北区」のレコードがミノルフォンからそれぞれ発売されているが、いずれも区が制定に関わったものではなく昭和年間に公式の区歌は作成されなかった。
王子区と滝野川区の合併により北区が発足してから40周年となる1987年（昭和62年）以降、区歌の必要性が提唱されたことから北区役所では1988年（昭和63年）に「人のふれあい、郷土意識の高揚、ふるさと意識を培うこと」を制定意義として区歌歌詞選定委員会を組織し、懸賞募集を開始する。応募総数は162篇で、作曲は区から専業の團伊玖磨に依頼された。制定日は1990年（平成2年）1月28日付で、23特別区では22番目、また平成年間に制定された区歌としては前年の練馬区「わが街・練馬」に次いで北区が2番目であった。
北区役所では区歌の演奏機会について「新年賀詞交換会などの区の事業や、区が依頼して行う行事等で使用している」とする。また、2003年（平成15年）3月に区民体操として発表された「北区さくら体操」では「北区のうた」がBGMに使用されている。